# Sthenomerus
Sthenomerus — вимерлий рід ссавців ряду кускусоподібних.